# 秋鈴木
秋 鈴木（あき すずき）は、日本の漫画家。主に成人向け漫画を描く一方で一般向け漫画も手掛ける。 代表作に『二重像カフカ』、『風の聖痕（スティグマ） -紅炎の御子』など。別名義に、猫都 夏椅（ねこみや かい）がある。秋鈴木が成人向けで猫都夏椅が一般向けの名義。

## 来歴
主として『漫画ばんがいち』（コアマガジン）・『ヤングコミック』（少年画報社）誌に作品を発表する。2000年代前期は『ラグナロクオンライン』のアンソロジーにも参加。2007年、『風の聖痕』のコミカライズを担当。線の細い絵を描き、華奢な体の少年少女を描く。またシリアスな描写では、精神を病んでいるなどの狂気性を持った青年を描くことが多い。『HUNTER×HUNTER』のファンである。テレビ朝日の特撮物のファンでもある。

## 作品リスト

### 単行本
※猫都夏椅名義
- 『風の聖痕（スティグマ） -紅炎の御子-』 富士見書房〈角川コミックス・ドラゴンJr.〉、全2巻
  1. 2007年9月6日発売[4]、ISBN 978-4-04712-511-7
  2. 2008年3月6日発売[5]、ISBN 978-4-04712-538-4

### 秋鈴木名義
- かのじょがメイド服に着がえたら （漫画ばんがいち 2006年8月号）
- Boy Meets Girl? （漫画ばんがいち 2006年10月号）
- はげしい女（ひと） （漫画ばんがいち 2007年1月号）
- なさけ無用! （COMICパピポ 2007年2月号）
- 二重像カフカ （漫画ばんがいち 2009年5月号、6月号、9月号、10月号、12月号、2010年2月号）
- みからでた! （COMICポプリクラブ 2010年2月号）
- ヲタカノ （ヤングコミック 2010年11月号）
- 音無声 （漫画ばんがいち 2011年4月号）
- WXY（ダブリュー エックス ワイ） （ヤングコミック 2011年4月号）
- インショク! （ヤングコミック 2011年6月号）
- こたつ （漫画ばんがいち 2011年7月号）
- 只今､とりこみ中につき… （漫画ばんがいち 2011年11月号）
- レットー･コンプレックス （漫画ばんがいち 2012年5月号）

### 猫都夏椅名義
- 『風の聖痕（スティグマ） -紅炎の御子-』
月刊ドラゴンエイジ 2007年5月号 -  2008年2月号、2008年4月号
風の聖痕ドラマCD（月刊ドラゴンエイジ 2007年9月号付録表紙）
- 『ゲーム4コマ）王 ロロナのアトリエ～アーランドの錬金術士～』 月刊電撃「マ）王2009年8月号 Vol.45 - 2009年10月号 Vol.47
- 『ラグナロクオンラインアンソロジーコミックス』 （マジキューコミックス）